# 团结的人民永不被击溃变奏曲
《团结的人民永不被击退变奏曲》是由美国作曲家弗雷德里克·熱夫斯基于1975年创作的钢琴作品。该作品由三十六首变奏组成，每一首都是智利歌曲《团结的人民永不被击退》的变奏。
该作品首演于1976年2月7日，演奏家为厄蘇拉·奧本。
作曲家将三十六首变奏分为六组，每组六首。钢琴家不仅要展现独奏音乐家的华彩技能，而且作曲家要求钢琴家在演奏的过程中要吹哨，关钢琴盖，以及利用强起音的共振作为泛音等二十世纪当代钢琴的技巧。
同巴赫的哥德堡变奏曲一样，该曲的最后一首变奏是主题的重述。